# 第三十七号哨戒特務艇
第三十七号哨戒特務艇（だいさんじゅうななごうしょうかいとくむてい）は、日本海軍の特務艇（哨戒特務艇）。第一号型哨戒特務艇の17番艇。横須賀空襲で沈没した。

## 艇歴
マル戦計画の特務艇、第2121号艦型の37番艇、仮称艦名第2157号艦として計画。1944年11月5日、第三十七号哨戒特務艇と命名されて第一号型哨戒特務艇の14番艇に定められ、本籍を横須賀鎮守府と仮定。1945年5月4日、船体概成により株式会社三保造船所から横須賀海軍工廠へ引き渡し。6月2日竣工し、本籍を呉鎮守府に定められ、大阪警備府神戸港湾警備隊に編入。
横須賀在泊中の7月18日、アメリカ艦上機の空襲を受け、被爆し沈没した。
1947年2月1日、行動不能艦艇（特）に定められる。5月3日、第三十七号哨戒特務艇は海軍編制の廃止に伴い除籍された。11月22日、在東京アメリカ極東海軍司令部から日本に対し、本艇の解体が指令された。